# Pablo Llonto
Pablo Llonto (San Martín, 12 de abril de 1960) es un periodista, escritor y abogado argentino, especialista en derechos humanos.

## Abogado
Licenciado en Derecho, durante 1985 formó parte como abogado ad honórem del equipo que colaboró con el CELS (Centro de Estudios Legales y Sociales) en los juicios a las Juntas militares acusadas de la desaparición de personas en el marco de la última dictadura cívico-militar argentina autodenominada Proceso de Reorganización Nacional (1976-1983). Su primer caso en el CELS fue el de Ricardo Cittadini, un estudiante de Ciencias Económicas de la UNLP y militante de la JUP quien fue secuestrado y desaparecido en Capital Federal en 1976. Hasta ese momento ese era un caso más de los que patrocinaba Jorge Baños que, sobrepasado por la cantidad de expedientes, lo delegó en el joven abogado Llonto; en 2016 los ex policías de la comisaría 28 de Capital Federal, Nicomedes Mercado y Miguel Viollaz, fueron condenados por el secuestro de Cittadini a 6 años de prisión, y la querella estuvo representada durante el juicio por Llonto.
Sigue representando a familiares de desaparecidos en las causas penales de los campos de concentración ESMA, El Campito, Automotores Orletti, La Tablada y Superintendencia de Seguridad Federal.

## Periodista
Licenciado en Periodismo, entre 1978 y 1997 fue redactor del diario Clarín de Buenos Aires. Desde 1984 hasta 1999 fue representante sindical de los trabajadores de Clarín, hasta que ―tras un fallo de la Corte Suprema ― fue despedido. Cuando la empresa le prohibió la entrada al diario en octubre de 1991, Diego Maradona se solidarizó con él y le negó entrevistas al diario entre 1992 y el Mundial de Estados Unidos 1994. 
Se desempeñó como redactor en diferentes medios gráficos, como las revistas Noticias, El Gráfico, Somos y Veintitrés y los diarios El Expreso y La Razón. También trabajó en televisión (canales VCC, Telefé, Canal 9 y Canal 7) y en radio (Libertad y La Red). 
Realizó colaboraciones en las revistas Gatopardo (de Colombia), Selecciones y Dulce Equis Negra, y en el periódico de las Madres de Plaza de Mayo.
Entre 2005 y 2006, fue secretario de redacción de la revista Un Caño. Integra el grupo periodístico Metaprensa, quienes produjeron el programa Nos mean y dicen que llueve en radio AM530 La Voz de las Madres. Además colabora en la sección deportiva del sitio Hipercritico.com y con la revista Caras y Caretas.

### Distinciones
Uno de sus trabajos, "El invencible Bilardo", fue seleccionado finalista en la Tercera Convocatoria del Premio Nuevo Periodismo CEMEX+FNPI, de la Fundación de Gabriel García Márquez.

## Obras
- La Noble Ernestina. Biografía crítica no autorizada acerca de la dueña del diario Clarín, Ernestina H. de Noble, Buenos Aires (2002).
- La vergüenza de todos, Ediciones Madres de Plaza de Mayo, Buenos Aires (2005). Investigación sobre lo que ocurría en la Argentina de la última dictadura durante el Mundial de Fútbol de 1978.
- El Juicio que no se vio. Una mirada testimonial sobre el Juicio a las Juntas militares. Ediciones Continente, Peña Lillo, Buenos Aires (2015). ISBN 9789507545313